# Les Frères à ch'val
Les Frères à ch'val est un groupe de musique québécois fondé par Paul Bellemare (Polo) et Thibaud de Corta en 1994. Il est composé de Paul Bellemare, Thibaud de Corta, François Lalonde, Gilles Brisebois et Mara Tremblay, dans sa version originale. Denis Lavigne, Alain Quirion, Paul Boudreau et Francois Robichaud continuent le projet avec Paul Bellemare (Polo) et Gilles Brisebois pour deux albums.
Les Frères à Ch'val produisent de la musique s'apparentant à différents genres dont le folk, le country, le reggae, le rock et parfois des rythmes latinos. Les membres du groupe indiquent faire de la musique de party. La musicalité comprend la guitare acoustique et électrique, la mandoline, la bombarde, le gazou et le piano. Dans les années 1990, le public du groupe est majoritairement composé de jeunes adultes, d'étudiants et aussi d'enfants.

## Biographie
Le groupe débute en 1994 lorsque Paul Bellemare et Thibaud de Corta se réunissent pour jouer de la musique pour le plaisir. Par la suite, d'autres musiciens se joignent pour compléter la formation. Ces musiciens sont : Mara Tremblay au violon et à la mandoline, François Lalonde à la batterie ainsi que Gilles Brisebois à la basse. 
Les membres du groupe, à l'exception de Thibaud qui créait des bandes dessinées pour la revue Iceberg, ont tous de l'expérience antérieure en musique. Polo était membre d'un groupe rap nommé Dédé Traké tout comme François Lalonde qui a également joué pour les Taches et La Sale Affaire.  Mara Tremblay jouait avec les Maringouins et participe aux spectacles des Colocs et de Nanette Workman, Gilles Brisebois est un ancien bassiste du groupe Voivod. 
La formation s'est dissociée de trois membres, Thibaud de Corta, Mara Tremblay et François Lalonde, au printemps 1997. Denis Lavigne, à la guitare et à la voix, Paul Boudreau, au violon ainsi que François Robichaud, à la batterie, sont recrutés pour les remplacer. Le groupe recomposé sort un deuxième album Paix, amour et foin en août 1997,. Cet album comprend notamment la chanson Mon voisin qui est un des plus gros succès de la formation. Les morceaux C'est D'L'Amour et C'est Une Chanson ont aussi contribué au succès de l'album.
En 1999, l'album Prends ça cool sort le 21 juin. Cet album comprend des chansons plus électrique ainsi que des chansons sur des sujets qui font réfléchir dont la misère, la pauvreté et l'itinérance montréalaise. À ce moment, le groupe est formé de Polo à la guitare et à la voix, de Gilles Brisebois à la basse, de Catherine Ledoux au violon, d'Alain Quirion à la batterie et de Denis Lavigne à la mandoline et la guitare. Les anciens membres, Mara Tremblay et Thibaud de Corta ont participé à la réalisation de cet album. L'album comprend les morceaux qui ont connu un certain succès Prends ça cool, Senorita Conchita et Si L'Homme.
Le groupe se dissout en 2000 mais plusieurs formations avec Polo et les autres «frères» se reforment depuis 2013 et les Frères à Ch'val demeure un groupe actif surtout en période de festivals.
En 2018, Les Frères à Ch'val sorte une compilation intitulée Les plusses meilleures chansons près de 20 ans après la sortie de leur dernier album. À l'été 2019, le groupe fait paraître l'album Ast'Heure. Polo, François Lalonde, Denis Lavigne et Gilles Brisebois ont participé à cet album.
Le groupe Les Frères à C'val s'est récemment produit à la Fête du Lac des Nations le 20 juillet 2023.
Le lundi 17 mars 2025, Polo, le fondateur du groupe de musique, est mort à l’âge de 68 ans. Il a demandé l’aide à mourir, ayant épuisé les possibilités de traitement du cancer des poumons dont il était atteint.

## Discographie
- C'pas grave (1995) (groupe original)
- Paix, amour et foin (1997)
- Prends ça cool! (1999)
- Les plusses meilleurs chansons (2018)
- Ast'Heure (2019)